# Khair ad-Din

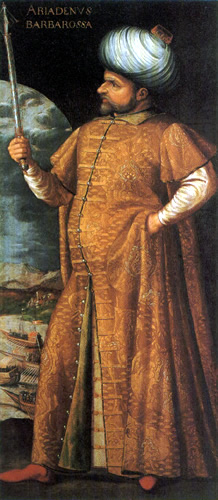
Hayreddin Barbarossa

Hayreddin Barbarossa of Barbarossa Khair ad-Din Pasha (Turks: Barbaros Hayrettin Paşa) (ca. 1475-1546) was een Ottomaans-Albanese admiraal en kaper. Hij had de bijnaam "Barbarossa" (Roodbaard), afgeleid van Baba Oruç, de naam van zijn broer. Zijn oorspronkelijke  naam was Yakupoğlu Hızır (Hızır, zoon van Yakup).

## Kaper en veroveraar
Hizir was een van de vier zonen van een Albanese pottenbakker van het eiland Lesbos. Onder leiding van Hizirs oudste broer Aruj (uitspraak: Aroedzj; Turks: Oruç Reis)
legden de broers zich toe op de kaapvaart, eerst vanuit Alexandrië, daarna met het eiland Djerba als basis.
Al geruime tijd fungeerden de havens aan de Barbarijse kust van Noord-Afrika als uitvalsbasis voor moslim-piraten die de zuidelijke kusten van Spanje bedreigden. De Spanjaarden waren er op hun beurt in geslaagd de controle over een aantal havens aan de Noord-Afrikaanse kust in handen te krijgen. Het groeiende prestige van de broers maakte hen tot leiders in de strijd tegen de Spanjaarden.
In 1516 slaagde Aruj erin om zich meester te maken van Algiers en Tlemcen. In 1518 sneuvelde hij echter bij een poging Tlemcen te heroveren op de Spanjaarden. Hizir, die tot dan toe had gefungeerd als onderbevelhebber van zijn broer, nam diens functie als opperbevelhebber over en nam tevens de naam Khayr ad-Din aan. De bijnaam Barbarossa werd later eveneens op hem overgedragen. Uit vrees dat hij zijn bezittingen zou verliezen aan de Spanjaarden stuurde hij een gezantschap naar de Ottomaanse sultan, Süleyman I, en erkende hem als zijn heer. In ruil hiervoor verleende de sultan hem de titel beylerbey en ontving hij militaire versterkingen.
Deze steun stelde Khayr ad-Din in staat om een Spaans leger af te slaan en in 1529 het nog steeds door de Spanjaarden bezette, versterkte eiland Peñón in te nemen. Algiers werd nu uitgebouwd tot een belangrijk bolwerk van piraterij in het Middellandse Zeegebied.

## Grootadmiraal van het Ottomaanse Rijk
In 1533 werd Barbarossa naar Istanboel ontboden door sultan Süleyman I omdat deze verontrust was door de activiteiten van de Genuese admiraal Andrea Doria in het oostelijke Middellandse Zeegebied. Barbarossa werd benoemd tot grootadmiraal (kapudan paşa) en belast met de bouw van een oorlogsvloot. In de zomer van 1534 zette Barbarossa met deze vloot koers naar Tunis. Op het naderen van de Ottomaanse vloot vluchtte de sultan van Tunis, Muley Hassan, en Tunis werd ingelijfd bij het Ottomaanse Rijk.
Door het bezit van Tunis namen de Turken nu een strategische positie in op de scheiding tussen de westelijke en de oostelijke helft van de Middellandse Zee. Als reactie op deze dreiging organiseerde keizer Karel V een grootschalige expeditie met als doel Tunis in te nemen. De vloot stond onder bevel van Andrea Doria. De expeditie slaagde in zijn opzet, en een groot deel van Barbarossa's vloot viel in handen van de aanvallers. Barbarossa zelf slaagde er echter in te ontkomen, en met een ander deel van zijn vloot, dat hij uit voorzorg had gestationeerd in Bône, deed hij vervolgens een aanval op de Balearen, waarbij onder andere Maó, de hoofdstad van Minorca werd geplunderd. De verovering van Tunis door Karel V miste aldus zijn doel, want Barbarossa's macht ter zee bleef onaangetast..
In 1536 was Barbarossa weer in Istanboel om een nieuwe vloot te bouwen. De sultan voorzag hem met een groots gebaar van 80 galeien, 800 janitsaren, 8000 gewone soldaten en 800.000 dukaten.
In 1537 vertrok Barbarossa met een nieuwe vloot uit Istanboel, nu met het doel Italië aan te vallen.
Barbarossa verwoestte in dat jaar een groot gebied rondom Otranto en viel vervolgens de kolonies van Venetië aan. De bevolking van talloze kuststreken en havenstadjes in de Ionische en Egeïsche zee werd uitgeroeid of in slavernij afgevoerd. Het plan voorzag in een gelijktijdige aanval door een Ottomaanse troepenmacht vanuit Albanië en een Franse aanval vanuit Marseille. De aanval lukte slechts gedeeltelijk omdat de Fransen hun beloften niet nakwamen en de landmacht niet kwam opdagen. Barbarossa verlegde daarop zijn operaties naar de Griekse eilanden in de Ionische Zee. Hij slaagde er niet in Korfoe in te nemen, maar grootschalige aanvallen en plunderingen dwongen de eilanden in te stemmen met zware jaarlijkse schattingen. Hij voer met een reusachtige buit terug naar Istanbul en beschrijvingen van zijn triomftocht in de stad doen denken aan de schittering en overdaad van de verhalen in het boek Duizend en één nacht.

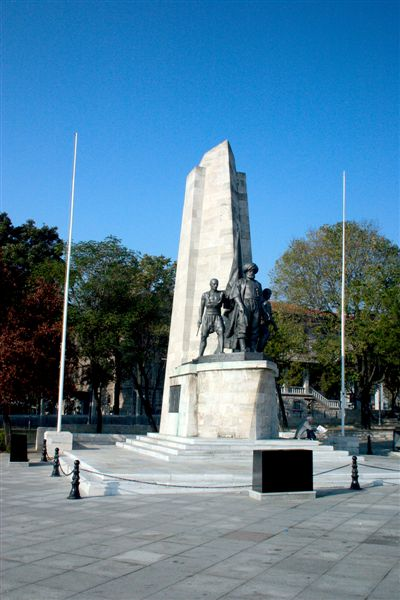
Standbeeld van Barbarossa in Istanboel

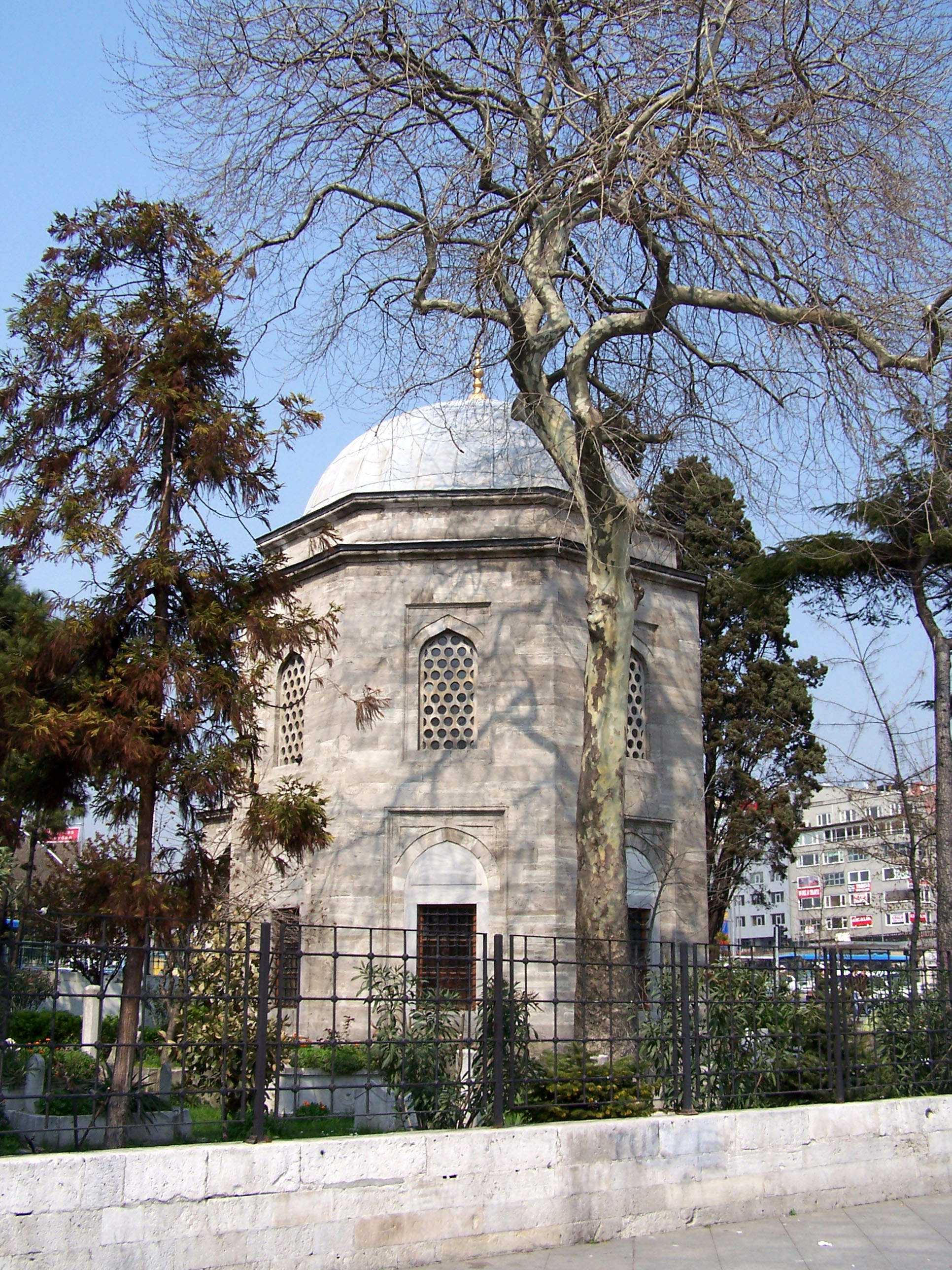
Tombe van Barbarossa in Istanboel

Het was nu duidelijk dat de Ottomaanse macht ter zee een ernstige bedreiging begon te vormen. Dit besef leidde tot een bondgenootschap tussen Karel V, de paus en de republiek Venetië. In 1538 verzamelde zich een grote vloot van ca. 200 schepen en 60.000 man onder Andrea Doria bij Korfoe. Barbarossa had de beschutting opgezocht van de baai van Arta, bij Preveza. Barbarossa won deze slag met maar één zinkend schip, en met meer dan 100 schepen buitgemaakt hebbende vertrok hij naar de hoofdstad. Dit betekende in feite een christelijke nederlaag, en het was illustratief voor het gebrek aan eenheid aan christelijke zijde. Pas veel later zou deze nederlaag teniet worden gedaan, in de slag bij Lepanto (1571).
Voor Barbarossa was de weg nu vrij voor een doorbraak naar het westen. In 1540 deed hij vanuit Algiers een aanval op Gibraltar. Een tegenaanval door Karel V op Algiers, in 1541, werd een dramatische mislukking.
In 1543 volgde een nieuw offensief. Barbarossa's schepen plunderden Reggio di Calabria en er brak paniek uit in Rome. Op uitnodiging van Frankrijk, dat in het voorgaande jaar opnieuw in oorlog met Spanje was geraakt, vestigde Barbarossa zijn hoofdkwartier in Toulon, waar de Ottomaanse vloot nu overwinterde. Tot afgrijzen van christelijk Europa werd Toulon zo voor enige tijd een Ottomaanse stad. Franse dorpen in de omgeving werden overvallen om boeren gevangen te nemen voor dienst op de galeien, en in de stad werden openlijk slavenmarkten gehouden waar christelijke slaven werden verkocht. In het najaar veroverden de Fransen en de Turken gezamenlijk Nice, waarbij de stad geplunderd en in brand gestoken werd. Ottomaanse eskaders plunderden eveneens steden en dorpen aan de Spaanse kust. In verlegenheid gebracht door dit alles kocht de Franse koning, Frans I, in 1544 het bondgenootschap met de Turken af.
In 1546 overleed Barbarossa in Beşiktaş (Istanboel). Daar staat ook zijn mausoleum, ontworpen door Mimar Sinan.

## Nalatenschap en eerbetuigingen
Zijn mausoleum en standbeeld staan in het Barbaros Park van Beşiktaş, Istanbul, vlak bij de Bosporus. De naar hem genoemde Barbaros Boulevard loopt vanaf dit mausoleum tot de Levent en Maslak zakenwijken.
Tot vandaag bestaat de traditie dat de Turkse marineschepen bij uitvaren het mausoleum groeten met een kanonschot.
Verscheidene schepen, zowel marine- als passagiers-, zijn naar hem genoemd.
Sinds september 2006 is ook een Brusselse Nederlandstalige seascouteenheid, het 140’FOS seascouts Roodbaard, naar hem genoemd.